# 미나노정
미나노정(일본어: 皆野町 미나노마치[*])은 일본 사이타마현 북서부에 있는 지치부군의 정이다. 지치부 지방의 민요 발상지이다.

## 역사
- 1889년 4월 1일 - 정촌제 시행과 함께 미나노촌이 탄생하였다.
- 1914년 10월 27일 - 지치부 본선 오야하나역과 미나노역이 개설되었다.
- 1928년 11월 10일 - 정으로 승격해 지치부군 미나노정이 되었다.

## 인구
| 연도 | 인구   | ±%     |
| ---- | ------ | ------ |
| 1950 | 14,852 | —      |
| 1960 | 14,147 | −4.7%  |
| 1970 | 13,099 | −7.4%  |
| 1980 | 12,817 | −2.2%  |
| 1990 | 12,571 | −1.9%  |
| 2000 | 12,199 | −3.0%  |
| 2010 | 10,891 | −10.7% |

## 교통

### 철도
- 지치부 철도 지치부 본선

### 도로
- 국도 140호선(일본어판)